# 日本社会福祉学会
一般社団法人日本社会福祉学会（にほんしゃかいふくしがっかい、英文名 Japanese Society for the Study of Social Welfare）は、社会福祉学の進歩と普及を図る目的で設立された日本社会福祉学会が2010年一般社団法人として認証された学会。
事務局を東京都新宿区山吹町358-5アカデミーセンターに置いている。

## 活動
- 学術研究集会・講演会等の開催、機関誌等刊行物の発行、研究の奨励・研究業績の表彰など[1]

## 機関誌
- 『社会福祉学』 年4回